# Octavio Villegas Aguilar
Octavio Villegas Aguilar (ur. 26 stycznia 1940 w Copándaro) – meksykański duchowny rzymskokatolicki, w latach 2005-2015 biskup pomocniczy Morelia.

## Życiorys
Święcenia kapłańskie przyjął 5 marca 1966 i został inkardynowany do archidiecezji Morelia. Był m.in. wychowawcą w niższym seminarium, pomocnikiem sekretarza biskupiego, wikariuszem biskupim ds. zakonnych oraz wikariuszem dla rejonu Bajio.
27 kwietnia 1994 został prekonizowany biskupem Tula. Sakrę biskupią otrzymał 25 maja 1994. 29 grudnia 2005 został mianowany  biskupem pomocniczym Morelia ze stolicą tytularną Cissita. 8 kwietnia 2015 przeszedł na emeryturę.